# Cerro Blanco, Salamanca
Cerro Blanco är en ort i Mexiko.   Den ligger i kommunen Salamanca och delstaten Guanajuato, i den centrala delen av landet, 250 km nordväst om huvudstaden Mexico City. Cerro Blanco ligger 1 709 meter över havet och antalet invånare är 157.
Terrängen runt Cerro Blanco är platt åt nordväst, men åt sydost är den kuperad. Runt Cerro Blanco är det ganska tätbefolkat, med 239 invånare per kvadratkilometer. Närmaste större samhälle är Irapuato, 19,5 km norr om Cerro Blanco. Trakten runt Cerro Blanco består till största delen av jordbruksmark.